# 科特兰维尔
科特兰维尔（英語：Cortlandville）是位于美国纽约州科特兰县的一个镇，地处科特兰县西部，科特兰市为其所包围。2010年美国人口普查时，该镇有8509人。
科特兰维尔镇建于1829年。其面积为49.9平方英里。